# Mulyamekar (Tanjungkerta)
Mulyamekar is een bestuurslaag in het regentschap Sumedang van de provincie West-Java, Indonesië. Mulyamekar telt 2566 inwoners (volkstelling 2010).